# Бузанкур
Бузанкур (фр. Bouzancourt) насеље је и општина у североисточној Француској у региону Шампањ-Арден, у департману Горња Марна која припада префектури Сен Дизје.
По подацима из 2011. године у општини је живело 68 становника, а густина насељености је износила 5,79 становника/km². Општина се простире на површини од 11,75 km². Налази се на средњој надморској висини од 235 метара.

## Демографија
| 1962. | 1968. | 1975. | 1982. | 1990. | 1999. | 2011. |
| ----- | ----- | ----- | ----- | ----- | ----- | ----- |
| 86    | 100   | 81    | 55    | 69    | 71    | 68    |

График промене броја становника у току последњих година